# Kryptolebias gracilis
Kryptolebias gracilis är en fiskart som beskrevs av Costa 2007. Kryptolebias gracilis ingår i släktet Kryptolebias och familjen Rivulidae. Inga underarter finns listade i Catalogue of Life.